# Гэрриот, Ричард
Ри́чард А́ллен Гэ́рриот (англ. Richard Allen Garriott, род. 4 июля 1961, Кембридж, Великобритания) — американский программист и предприниматель. Наиболее известен как разработчик компьютерных игр Ultima, Lineage, Lineage II и Tabula Rasa. С 12 по 24 октября 2008 года находился на околоземной орбите в качестве космического туриста на Международной космической станции.

## Биография
Ричард Гэрриот родился 4 июля 1961 года в городе Кембридж, Великобритания. Вырос в США, в семье учёного и астронавта Оуэна Гэрриотта и художницы Хелен Уокер. Детство провёл в Нассау-Бей, штат Техас. Окончил Школу высшей ступени в городе Лига. Окончил Техасский университет в Остине. У Гэрриота есть сестра Линда (род. 7 сентября 1966), и два брата — Рэнделл (род. 29 марта 1955) и Роберт (род. 7 декабря 1956).

## События, связанные с космосом
- Ричард Гэрриот является единственным владельцем копии первого советского искусственного спутника Земли.
- В декабре 1993 года на аукционе Сотбис в Нью-Йорке за $68 500 он приобрёл права на «Луноход-2» вместе с АМС «Луна-21», находящийся сегодня на Луне[1][2].
- 28 сентября 2007 года компания Space Adventures объявила, что Ричард Гэрриот полетит на МКС в качестве шестого космического туриста на российском корабле Союз ТМА-13 (предварительная дата запуска — 12 октября 2008 года) и вернётся на Землю на Союз ТМА-12. Он стал вторым человеком, после Сергея Волкова, отец которого уже побывал в космосе. Интересно, что Сергей и Ричард возвратились на Землю на одном корабле[3]. Помимо этого, он стал первым космическим туристом, который провел научные эксперименты на МКС, по заказу частных организаций[4].
- В конце января 2008 года Гэрриот прошёл медицинское обследование, и был допущен к тренировкам, в центре подготовки космонавтов (ЦПК), в подмосковном Звездном Городке[5].
- 21 января 2008 года Гэрриот приступил к занятиям русским языком и физической подготовкой[6].
- 11 февраля 2008 года он был официально представлен коллективу ЦПК[7].
- 22 июня 2008 года вместе с основным и дублирующим экипажами завершил морские тренировки в Севастополе[8].
- 30 июля 2008 года выступил на пресс-конференции в пресс-центре NASA, на которой, в частности, выяснилось, что сумма в 30 млн $, заплаченная им за предстоящий полёт, составляет большую часть его состояния.[9]
- 12—24 октября 2008 — космический полёт на борту МКС в качестве туриста.
- Находясь на МКС, Гэрриот сделал съёмки для первого научно-фантастического фильма, снятого в космосе: «Апогей страха» (по сценарию Трейси Хикмена).

## Карьера программиста
Ещё учась в школе, написал на Apple II десятки игр на основе механики D&D, раздавая их своим друзьям.
До поступления в университет работал в магазине розничных продаж ComputerLand.
В 1979 году пишет на бейсике свою первую собственную игру Akalabeth: World of Doom (так называемая «Ultima 0») для компьютеров «Apple II», впоследствии он начал её продавать в магазине, в котором работал. В оригинале она, как и все его предыдущие проекты, была полностью текстовой, но для коммерческой версии он добавил простенький графический движок — с трехмерными векторными подземельями.
В 1980 же году Гэрриот подписывает соглашение с издательской компанией California Pacific Computer Company и начинает профессионально заниматься компьютерными ролевыми играми серии «Ultima», основная часть которой была создана ещё до начала девяностых.
После университета стал профессиональным дизайнером и разработчиком компьютерных игр.
В 1982 году Ultima II взяла под крыло более крупная компания Sierra On-Line. Когда велась работа над третьей частью, поклонников у сериала набралось столько, что Ричард расторг контракт с Sierra, а затем вместе с братом Робертом, отцом и другом в 1983 году основал студию Origin Systems и начал издавать свои игры самостоятельно. Первые пять частей Ultima разрабатывались для компьютеров Apple II, затем основной платформой стал IBM PC.
За свою долгую историю Origin выпустила множество игр: Wing Commander, System Shock, Crusader, Pacific Strike, Bad Blood, 2400 A.D., Knights of Legend и др.
В 1992 году продал Origin Systems компании Electronic Arts, под крылом которого студия успешно работала вплоть до 1997 года. Именно в это время гейм-дизайнер и его команда выпустили одну из самых ранних и успешных графических MMORPG — Ultima Online. Она была не первой и далеко не безупречной, однако именно с неё началось победное шествие жанра по миру. Проект был настолько популярным во всём мире, что Electronic Arts указала Origin сосредоточить все усилия на онлайновых RPG.
В 1997 Гэрриот, уже в роли продюсера, приложил руку к Lineage.
В апреле 2000, всего лишь год спустя EA внезапно отменила все находящиеся в разработке MMO-проекты, включая Ultima Online 2, Wing Commander Online и Harry Potter Online. Ричард уволился из компании Origin Systems вместе с братом и основал студию Destination Games. Через год, как только истёк срок соглашения с Electronic Arts о том, что компания не будет напрямую конкурировать с бывшими работодателями, Destination начала сотрудничать с крупнейшим южнокорейским производителем компьютерных игр NCsoft. Ричард Гэрриот стал исполнительным продюсером игр Auto Assault, City of Heroes и City of Villains. Последний его проект — фантастическая MMORPG Tabula Rasa. В ноябре 2008 года Гэрриот прекратил своё сотрудничество с NCsoft. В 2009 году он потребовал от NCSoft $28 млн потерянной прибыли и суд удовлетворил его требования. Апелляция NCSoft не была удовлетворена, более того, сумма выплат возросла до $32 млн.
Многие считают Гэрриота одним из основателей РПГ-жанра.

## Награды и звания
- Ричард Гэрриот награждён такими премиями как: «Лучшая игра года», «Лучший дизайнер компьютерных игр года», «За роль в создании игр».
- Также, совместно с братом, получил премию «Предприниматель года − 1992», за работу в компании Origin Systems.
- В 2005 году получил «Награду за жизненные достижения» (за выслугу) от IGDA[англ.]
- Стал 11-м внесённым в «Зал славы Академии интерактивных искусств и наук» (AIAS Hall of Fame Honoree) (2005).

## Увлечения

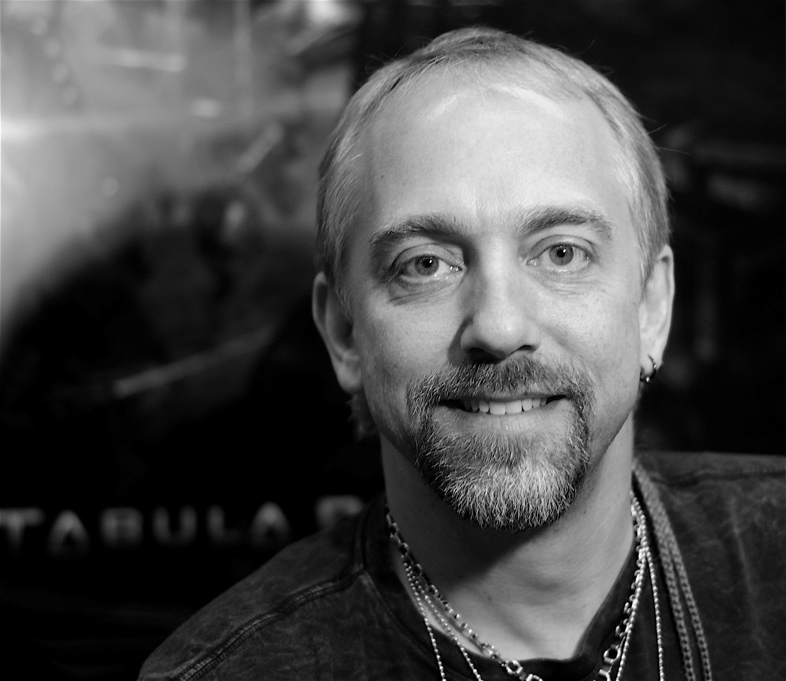
«Лорд Бритиш» — Ричард Гэрриот

- В 2004 году Ричард Гэрриот принимал участие в титульном боксёрском поединке между Хесусом Чавесом и Эриком Моралесом в качестве секунданта первого. Друг Гэрриота Чавес впервые защищал свой титул и проиграл.
- Гэрриот серьёзно занимается иллюзионизмом и коллекционирует фокусы. В январе 2008 года он появился на страницах журнала «Общество Американских Волшебников[англ.]».
- В своём частном поместье, в Остине, называемом «Британская Усадьба[англ.]», он построил дом-музей — «Дом с привидениями».
- Ричард Гэрриот — сторонник развития частных космических полётов. Он является вице-председателем совета директоров компании Space Adventures, занимающейся космическим туризмом, а также входит в попечительский совет фонда X Prize, учреждающего различные призы в области развития частных космических полётов.
- Имеет сайт, известен в сетевых онлайн-играх под именем Lord British и General British
- Участвовал в двух антарктических экспедициях по поиску метеоритов, экспедиции по отслеживанию миграций горных горилл в Руанде, плавал на каноэ вниз по Амазонке, совершал погружение на подводной лодке к «Титанику». В 2001 году принимал участие в экспедиции в район Бермудского треугольника, участниками которой было найдено затонувшее в 1810 году судно. С 12 по 24 октября 2008 года находился на околоземной орбите в качестве космического туриста на Международной космической станции.

## Компьютерные игры
| Название игры                                 | Год выхода | Платформа/ОС                                                                                              | Участие Ричарда Гэрриота                                                           |
| --------------------------------------------- | ---------- | --- | ---------------------------------------------------------------------------------- |
| Akalabeth: World of Doom                      | 1980       | Apple II, DOS                                                                                             | Геймдизайнер, Программист                                                          |
| Ultima I: The First Age of Darkness           | 1980       | Apple II, Commodore 64, DOS, FM Towns, MSX                                                                | Оригинальная идея, Программист, Художник-оформитель                                |
| Ultima II: The Revenge of the Enchantress     | 1982       | Apple II, Atari 8 bit systems, Commodore 64, DOS, FM Towns                                                | Программист                                                                        |
| Ultima III: Exodus                            | 1983       | Apple II, Amiga, Atari 8 bit systems, Commodore 64, DOS, FM Towns, Mac OS, NES                            | Директор проекта                                                                   |
| Ultima IV: Quest of the Avatar                | 1985       | Apple II, Amiga, Atari 8 bit systems, Atari ST, Commodore 64, DOS, FM Towns, MSX, NES, Sega Master System | Директор проекта                                                                   |
| Autoduel                                      | 1985       | Apple II, Amiga, Atari ST, Commodore 64, DOS                                                              | Разработчик и Программист                                                          |
| Ultima V: Warriors of Destiny                 | 1988       | Apple II, Amiga, Atari ST, Commodore 64, DOS, FM Towns, NES                                               | Разработчик, Редактор и Программист                                                |
| Omega                                         | 1989       | Apple II, Amiga, Atari ST, Commodore 64, DOS                                                              | Разработчик                                                                        |
| Ultima VI: The False Prophet                  | 1990       | DOS, Amiga, Atari ST, Commodore 64, FM Towns, SNES                                                        | Разработчик, продюсер, постановщик звуковых эффектов, редактор и актёр озвучивания |
| Worlds of Ultima: The Savage Empire           | 1990       | DOS, SNES                                                                                                 | Исполнительный продюсер                                                            |
| Ultima: Worlds of Adventure 2: Martian Dreams | 1991       | DOS | Художественный руководитель                                                        |
| Ultima: Runes of Virtue                       | 1991       | Game Boy                                                                                                  | Художественный руководитель                                                        |
| Ultima Underworld: The Stygian Abyss          | 1992       | DOS, FM Towns, PlayStation                                                                                | Директор и актёр озвучивания                                                       |
| Ultima VII: The Black Gate                    | 1992       | DOS, SNES                                                                                                 | Директор и продюсер                                                                |
| Ultima VII: The Forge of Virtue               | 1993       | DOS | Художественный консультант и продюсер                                              |
| Ultima VII Part Two: Serpent Isle             | 1993       | DOS | Художественный руководитель и член команды озвучивания                             |
| Ultima VII Part Two: The Silver Seed          | 1993       | DOS | Директор и актёр озвучивания                                                       |
| Ultima Underworld II: Labyrinth of Worlds     | 1993       | DOS, FM Towns, NEC PC-9801                                                                                | Директор и актёр озвучивания                                                       |
| Ultima VIII: Pagan                            | 1994       | DOS | Продюсер                                                                           |
| Ultima: Runes of Virtue II                    | 1994       | Game Boy                                                                                                  | Художественный руководитель и консультант по дизайну                               |
| Ultima VIII: The Lost Vale Expansion Pack     | Отменена   | DOS | Продюсер                                                                           |
| Bioforge                                      | 1995       | DOS | Исполнительный продюсер                                                            |
| Ultima Online                                 | 1997       | Windows                                                                                                   | Продюсер                                                                           |
| Ultima Online: The Second Age                 | 1998       | Windows                                                                                                   | Ведущий разработчик                                                                |
| Lineage                                       | 1998       | Windows, Mac OS X                                                                                         | Исполнительный продюсер                                                            |
| Ultima IX: Ascension                          | 1999       | Windows                                                                                                   | Директор                                                                           |
| Lineage II: The Chaotic Chronicle             | 2003       | Windows                                                                                                   | Исполнительный продюсер                                                            |
| City of Heroes                                | 2004       | Windows                                                                                                   | Исполнительный продюсер                                                            |
| City of Villains                              | 2005       | Windows                                                                                                   | Административное управление                                                        |
| Tabula Rasa                                   | 2007       | Windows                                                                                                   | Исполнительный продюсер                                                            |
| Shroud of the Avatar: Forsaken Virtues        | 2017       | Windows, Mac OS X, Linux                                                                                  | Создатель проекта                                                                  |

## Радиолюбительская деятельность
У Ричарда есть радиолюбительский позывной — W5KWQ.